# Mordellistena mahena
Mordellistena mahena is een keversoort uit de familie spartelkevers (Mordellidae). De wetenschappelijke naam van de soort is voor het eerst geldig gepubliceerd in 1910 door Kolbe.